# Бриз (розгінний блок)
«Бриз» — сімейство російських розгінних блоків використовуються у складі ракети-носія легкого і важкого класів. Розроблений в Державному космічному науково-виробничому центрі ім. М. В. Хрунічева. Як паливо використовує НДМГ і АТ.

## Модифікації

### Бриз-К
Розгінний блок 14С12 Бриз-К

### Бриз-М
Розгінний блок 14С43 Бриз-М може бути використаний з ракетами-носіями Протон-М, Ангара.
Розгінний блок «Бриз-М» — розгінний блок для ракет-носіїв «Протон-М», «Ангара». «Бриз-М» забезпечує виведення космічних апаратів на низькі, середні, високі орбіти і ГСО. Застосування розгінного блоку «Бриз-М» у складі ракети-носія «Протон-М» дозволяє збільшити масу корисного навантаження, що виводиться на геостаціонарну орбіту до 3,5 тонн, а на перехідну орбіту понад 6 тонн.
Перший пуск РБ «Бриз-М» відбувся 7 квітня 2001 РН «Протон-К» (пуск аварійний).
Перший вдалий пуск відбувся 6 червня 2000 р. з РН «Протон-К» і КА «Горизонт». Перший запуск комплексу Протон-М — Бриз-М відбувся 7 квітня 2001.

### Бриз-КМ
Розгінний блок 14С45 Бриз-КМ використовується як третій ступінь ракети-носія легкого класу «Рокот». Маршевий двигун РБ «Бриз» має можливість багаторазового включення, що дозволяє реалізувати різні схеми виведення космічних апаратів, у тому числі груповий запуск космічних апаратів на одну або кілька різних орбіт.
Апаратура розгінного блоку «Бриз» здатна забезпечити високу точність виведення космічних апаратів на орбіту, необхідну орієнтацію корисного вантажу і, при необхідності, його енергопостачання в орбітальному польоті тривалістю до 7 годин.
Перший пуск РБ «Бриз-КМ» відбувся 16 травня 2000 р. РКП «Рокот» з еквівалентами корисного навантаження (ЕКН) SimSat-1 і SimSat-2.
Передбачається його використання як верхнього ступеня на ракеті легкого класу «Ангара 1.2», оскільки «Бриз-КМ» вже пройшов льотні випробування в складі конверсійного носія «Рокот».

#### Бриз-КМ-2
У травні 2019 року стало відомо, що Центр Хрунічева планує розробити модифікацію РБ «Бриз-КМ» для РКН «Рокот-2/Рокот-М». Створення розгінного блоку «Бриз-КМ-2» і підготовка виробництва до його виготовлення оцінили в 1,45 мільярда рублів.
Проект оновленої ракети буде називатися "Рокот-М". Технічне проектування "Рокот-М" вже завершено і почався випуск робочої конструкторської документації. Для реалізації проекту "Рокот-М" планується такаж ж кооперація, але розгінний блок "Бриз-КМ" буде оснащений російською системою керування, що розроблена в Науково-виробничому центрі автоматики та приладобудування в Москві. Розробка російської системи керування потребувала 690 мільйонів рублів, створення розгінного блоку "Бриз-КМ-2" і підготовка виробництва до його виготовлення - 1,45 мільярда рублів, модернізація технічного та стартового комплексів на космодромі Плесецьк - 450 мільйонів рублів, підготовка і проведення першого пуску, який очікуся в 2021 році - 750 мільйонів рублів.

### Бриз-КС
Модифікація зі зменшеною масою конструкції та збільшеним запасом палива. Розробка завершена, планувалося запускати малі супутники "Діалог" на ГСО. РКП Рокот повинен був виводити на високу еліптичну орбіту, а скругляти її повинні були ЕРД супутника. Оскільки від Діалогу відмовилися, то і грошей на Бриз КС ніхто виділяти не став. Через це до стадії льотного виробу Бриз-КС не дійшов. Передбачається використовувати в складі комплексу Рокот-КС.
Використання потенціалу попередніх розробок і прийняття нестандартних рішень, дозволило розробити РБ, що забезпечує виконання завдань як в інтересах МО РФ, так і в комерційних цілях.
В результаті здійснених проробок РКН «Рокот» з РБ «Бриз-КС» забезпечить виведення КН масою 2400 кг на орбіту Н=200 км і нахилом i = 63° в порівнянні з 1950 кг з РБ «Бриз-КМ» на ці ж орбіти.